# アニタ・ジレット
アニタ・ジレット（ Anita Gillette、1936年8月16日 - ）は、アメリカ合衆国の女優。メリーランド州ボルチモア出身。本名はAnita Leubben。
1959年にブロードウェイデビュー。

## 出演作品
- 月の輝く夜に Moonstruck (1987)
- ボブ★ロバーツ Bob Roberts (1992)
- ボーイズ・オン・ザ・サイド Boys on the Side (1995)
- 彼女は最高 She's the One (1996)
- 小さな贈り物 (1996)
- 踊るマハラジャ★NYへ行く The Guru (2002)
- Shall We Dance? (2004)